# آبشار آپسلی
آبشار آپسلی (به انگلیسی: Apsley Falls) آبشاری است که در استرالیا واقع شده و ارتفاع کلی ریزشگاه آن ۱۲۳ متر است.